# Chim họa mi (truyện thần kỳ)
"Chim họa mi" (tiếng Đan Mạch: "Nattergalen") là một truyện thần kỳ của nhà văn người Đan Mạch Hans Christian Andersen về một hoàng đế thích tiếng leng keng của một con chim giả có trang bị bộ máy phát ra tiếng kêu hơn là tiếng hót của con chim họa mi thật. Khi hoàng đế gần chết thì tiếng hót của chim họa mi đã phục hồi sức khỏe cho ông ta. Truyện này đã được hoan nghênh khi xuất bản ở Copenhagen năm 1843 trong Nye Eventyr. Første Bind. Første Samling. 1844, và được cho là đã lấy cảm hứng từ mối tình đơn phương của tác giả đối với nữ ca sĩ opera Jenny Lind, một "chim họa mi Thụy Điển".  Truyện này đã được chuyển thể thành opera, múa Ba Lê, nhạc kịch, kịch truyền hình và phim hoạt hình.

## Tóm tắt cốt truyện
Hoàng đế Trung Hoa biết rằng một trong những điều đẹp nhất trong vương quốc của mình là tiếng hót của chim họa mi. Khi ông ra lệnh mang chim họa mi tới, thì một người giúp việc nhà bếp (là người duy nhất tại triều đình biết chỗ ở của con chim) dẫn các quan trong triều tới một khu rừng gần đó, nơi có con chim họa mi. Chim họa mi đồng ý xuất hiện tại cung điện của hoàng đế. Hoàng đế rất vui mừng với tiếng hót của chim họa mi nên ông nuôi giữ chim họa mi trong lồng.
Khi Hoàng đế được biếu một con chim họa mi giả có trang bị hộp máy phát ra tiếng nhạc thì ông không còn quan tâm tới chim họa mi thật, nên thả nó về rừng. Con chim bằng máy cuối cùng bị hư do sử dụng quá nhiều. Ít năm sau Hoàng đế bị ốm nặng. Chim họa mi thật biết được tình trạng đau yếu của Hoàng đế nên trở về cung điện. Thần chết rất xúc động bởi tiếng hót của chim họa mi nên bỏ ra đi và hoàng đế hồi phục sức khỏe. Chim họa mi đồng ý hót cho hoàng đế nghe mọi sự việc diễn ra trong đế chế, nên ông được gọi là hoàng đế khôn ngoan nhất từ xưa đến nay.

## Quá trình sáng tác và xuất bản
Theo nhật ký năm 1843 của Andersen thì truyện "Chim họa mi" được sáng tác trong ngày 11 và 12 tháng 10 năm 1843, và "bắt đầu viết ở công viên giải trí Tivoli", một công viên giải trí ở trung tâm Copenhagen với các hoa văn trang trí kiểu Trung Quốc, được khai trương trong mùa hè năm 1843.
Trong cuộc đời của mình, Andersen chưa bao giờ du hành về phía đông Copenhagen xa hơn Athens (Hy Lạp) và Istanbul (Thổ Nhĩ Kỳ).  Sự hiểu biết về Trung Quốc của ông chỉ hạn chế trong những Chinoiserie của châu Âu, một phong cách nghệ thuật trang trí được ưa chuộng từ thế kỷ thứ 17 tới thế kỷ thứ 19.
Truyện này được nhà xuất bản C.A. Reitzel xuất bản lần đầu ở Copenhagen ngày 11.11.1843 trong tập đầu của tuyển tập "Nye Eventyr" (Những truyện thần kỳ mới). Tập này gồm các truyện "Engelen" (Thiên thần), "Kjærestefolkene" (Những kẻ yêu nhau) và "Chú vịt con xấu xí". Truyện chim họa mi được giới phê bình rất hoan nghênh, và sự thành công cũng như danh tiếng của Andersen càng tăng thêm. Truyện này được in lại trong tập Fairy Tales ngày 18.12.1849 và in lại lần nữa trong tập 1 của Fairy Tales and Stories ngày 15.12.1862.

## Jenny Lind

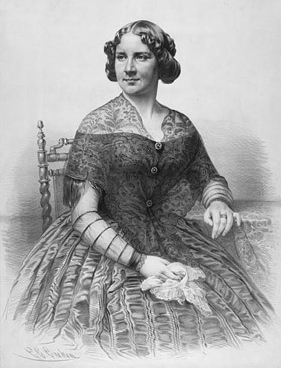
Jenny Lind, năm 1850

Andersen đã viết trong The True Story of My Life xuất bản năm 1847: "Qua Jenny Lind, lần đầu tiên tôi mới cảm nhận được sự thiêng liêng của nghệ thuật. Qua cô mà tôi được biết rằng người ta phải quên chính bản thân mình trong việc phục vụ Đấng tối cao. Không có sách nào, người nào – ngoài Jenny Lind - đã có ảnh hưởng lớn khiến cho tôi trở nên nhà thơ danh giá hơn".
Andersen gặp nữ ca sĩ opera người Thụy Điển Jenny Lind (1820–1887) trong năm 1840, và yêu nữ ca sĩ này trong một mối tình đơn phương. Jenny Lind thích có một mối quan hệ thuần khiết (phi nhục dục) với Andersen, và đã viết cho ông ta vào năm 1844: "Xin Chúa chúc lành và bảo vệ anh trai của em là mong muốn chân thành của người em gái thân yêu của anh". Jenny Lind là con gái ngoài hôn thú của một nữ giáo viên, và là người tự lập thành công như một ca sĩ đẳng cấp thế giới ở tuổi 18 với giọng nữ cao mạnh mẽ của cô. Truyện "Chim họa mi" của Andersen thường được coi là một tặng phẩm mà ông dành cho cô.
Truyện "Chim họa mi" khiến cho Jenny Lind được gọi là Chim họa mi Thụy Điển trước khi cô trở thành một siêu sao quốc tế và nhà từ thiện giàu có ở châu Âu và Hoa Kỳ. Thật kỳ lạ, truyện "chim họa mi" đã trở thành một hiện thực cho Jenny Lind trong các năm 1848-1849, khi cô yêu nhà soạn nhạc Ba Lan Frédéric Chopin (1810-1849). Những thư của ông tiết lộ rằng ông cảm thấy "tốt hơn" khi cô hát cho ông, và Jenny Lind sắp xếp một buổi hòa nhạc ở Luân Đôn để gây quỹ cho một bệnh viện chữa trị bệnh lao. Jenny Lind đã tìm cách kết hôn với Chopin ở Paris trong tháng 5 năm 1849 nhưng không thành công. Ngay sau đó, cô đã phải chạy trốn khỏi trận dịch tả, nhưng quay trở lại Paris ngay trước khi ông qua đời vì bệnh lao vào ngày 17.10.1849. Jenny Lind đã dành quãng đời còn lại của mình để gìn giữ di sản của Chopin. Cô viết cho Andersen ngày 23.11.1871 từ Firenze: "Tôi sẽ sung sướng được chết cho tình yêu đầu tiên và cuối cùng, tình yêu sâu sắc nhất và tinh khiết nhất của tôi".
Có một thuyết khác cho rằng Andersen - người có cha ruột bị chết vì bệnh lao - có thể đã lấy cảm hứng từ bài "Ode to Nightingale" (1819),một bài thơ mà John Keats đã viết trong nỗi đau đớn về cái chết vì bệnh lao của người anh (em) trai mình là Tom. Keats thậm chí gợi lên một hoàng đế:
"Thou was not born for death, immortal Bird!
No hungry generations tread thee down
The Voice I hear this passing night was heard
In ancient days by emperor and clown".
(Ngươi không được sinh ra để chết, hỡi con chim bất tử !
Không có các thế hệ đói đạp lên ngươi
Tiếng nói tôi nghe đêm đã qua này đã được nghe
Trong những ngày xưa bởi hoàng đế và anh hề).
Keats chết vì bệnh lao vào năm 1821, và được chôn cất tại Roma, một thành phố vẫn tiếp tục mê hoặc Andersen lâu dài sau chuyến thăm đầu tiên của ông vào năm 1833.

## Bình luận
- Lars Bo Jensen đã chỉ trích thuyết cho rằng Hans Christian Andersen viết truyện này vì Jenny Lind: "... để đánh giá Andersen chỉ từ một quan điểm về tiểu sử là rút gọn nền văn học lớn và đầy thử thách thành những ghi chú trong sổ ghi chú. Vì vậy, thật là một điều đáng tiếc khi coi truyện "Chim họa mi" chỉ đơn giản là câu chuyện về niềm đam mê của Andersen đối với ca sĩ Jenny Lind, khi cũng quan trọng là phải tập trung vào điều mà truyện này nói về nghệ thuật, tình yêu, thiên nhiên, sự tồn tại, cuộc sống và cái chết, hoặc vào cách duy nhất đẹp và rất độc đáo trong đó những vấn đề này được xử lý. Những tác phẩm của Andersen là lớn lao, nhưng làm cho chúng có vẻ nhỏ đã trở thành thông lệ. Nhiệm vụ của những người phiên dịch đã và vẫn là giải thích tác phẩm và cuộc sống của Hans Christian Andersen để điều chỉnh hình ảnh này và tìm cách miêu tả ông như một nhà thơ suy tư".[9]
- Jeffrey và Diane Crone Frank đã lưu ý rằng truyện thần kỳ này "là chắc chắn lấy cảm hứng từ lòng say mê của Andersen đối với Jenny Lind, người đang trở nên nổi tiếng khắp châu Âu và Hoa Kỳ như là một chim họa mi của Thụy Điển. Ông đã thấy cô ấy vào mùa thu đó, khi cô trình diễn tại Copenhagen. Công viên giải trí Tivoli nổi tiếng của Copenhagen khai trương trong mùa thu đó, và kiểu trang trí độc đáo theo phong cách Trung Quốc của công viên này thậm chí còn rõ rệt hơn so với ngày nay. Andersen đã từng là khách tại lễ khai mạc trong tháng 8 và trở lại thăm công viên lần thứ hai trong tháng 10. Trong nhật ký của mình đêm đó ông viết: "Tại Công viên giải trí Tivoli. Bắt đầu truyện thần kỳ của Trung Quốc". Ông đã hoàn thành truyện này trong 2 ngày".[10]
- Heidi Anne Heiner trên SurLaLune Fairy Tales đã nhận xét: "Chủ đề của truyện về (cái) "thực" và (cái) "nhân tạo/cơ khí" thậm chí đã trở nên thích hợp hơn kể từ năm 1844 khi cuộc cách mạng công nghiệp đã dẫn đến nhiều và nhiều hơn nữa trí tuệ nhân tạo, máy móc, cùng các công nghệ khác. Câu chuyện đạt tới sự cay đắng thấm thía hơn trong thời đại của âm nhạc thâu băng".[5]

## Chuyển thể
Truyện này đã gợi hứng cho việc sáng tác nhiều bản chuyển thể nổi tiếng. 
- Một trong những chuyển thể nổi tiếng nhất là opera Le Rossignol (1914, rev. 1962) của nhà soạn nhạc người Nga Igor Stravinsky gồm 3 hồi với libretto (lời) của Stravinsky và Stepan Mitusov. "The Song of the Nightingale ", một bài thơ giai điệu giao hưởng 20 phút được xây dựng bởi Stravinsky từ bản dàn bè của opera vào năm 1917 và đi kèm với một vở ballet được trình bày vào năm 1920 bởi đoàn Ballets Russes của Sergei Diaghilev với cảnh dựng của Henri Matisse và biên đạo múa của Léonide Massine.[5]
- Có 2 phim hoạt hình đáng chú ý được sản xuất dựa trên truyện này: Phim rối bóng (shadow puppet) "The Chinese Nightingale" năm 1927 của Lotte Reiniger, và phim hoạt hình "The Emperor's Nightingale" năm 1948 của Jiří Trnka (Tiệp Khắc).[5]
- Vở nhạc kịch Nightingale: A New Musical (dưới hình thức opera dành cho thiếu nhi) của nhà soạn nhạc Charles Strouse có suất diễn khai trương ở London ngày 18.12.1982 với diễn viên chính Sarah Brightman.
- Trên truyền hình, truyện này được chuyển thể cho Shelley Duvall's Faerie Tale Theatre năm 1983 với Mick Jagger trong vai hoàng đế, Bud Cort vai nhạc quan, Barbara Hershey vai người giúp việc nhà bếp, Edward James Olmos vai tể tướng, và Shelley Duvall vai Chim họa mi và người kể truyện.[5]
- Một chim họa mi cơ khí được sử dụng trong game phiêu lưu King's Quest VI: Heir Today, Gone Tomorrow phát hành ngày 30.9.1992 của công ty sản xuất video-game Sierra Entertainment thay chim họa mi thật cho công chúa.

## Tiền kỷ niệm
Năm 2007, Ngân hàng quốc gia Đan Mạch phát hành đồng tiền kim loại 10 krone Đan Mạch làm tiền kỷ niệm truyện "Chim họa mi".